# Jekyll Island
Jekyll Island ist eine bewohnte Insel vor der Küste des US-Bundesstaates Georgia in Glynn County (Atlantischer Ozean). Sie ist 23 km² groß und gehört zur Inselgruppe der Sea Islands und des Archipels Golden Isles of Georgia, ferner ist sie einer der vier Georgia barrier islands. Die Stadt Brunswick (Georgia) befindet sich nördlich. Die Insel ist ein Ausflugsort für die Bevölkerung aus der Umgebung.

## Geschichte
Das indianische Volk der Muskogee lebte einst auf der Insel. Die Insel wurde 1510 erstmals von „Weißen“ entdeckt (Spanier); die Insel wurde daher zeitweise „Isla De Ballenas“ (Walinsel) genannt. Bereits 1562 beanspruchten die Franzosen die Insel („Ille de la Somme“). 1702 eroberten die Engländer die Insel. Unter General James Oglethorpe wurde das heutige Georgia im Jahr 1733 zur britischen Kolonie. Jekyll Island wurde durch Oglethorpe so genannt, um seinen Freund Sir Joseph Jekyll zu ehren.

## Natur
Es leben viele Wildtiere, darunter Reptilien, auf der Insel. Seit 2007 gibt es ein Zentrum für Meeresschildkröten. Die Strände bestehen durchgehend aus Sand.

## Jekyll Island Club Historic District

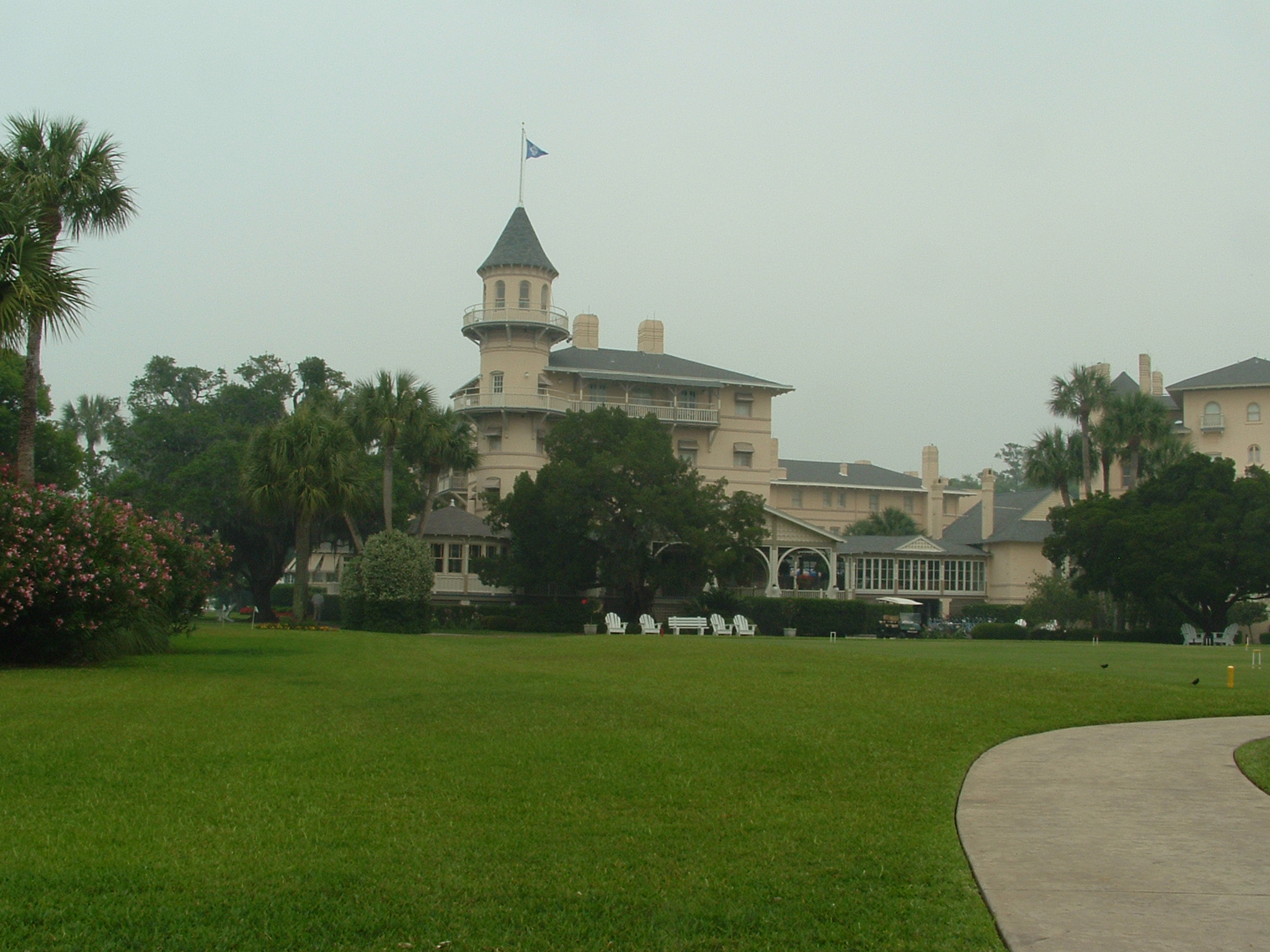
Clubhaus des ehem. Jekyll Island Club

Ein Gebäudeensemble aus dem 19. Jahrhundert, zu dem auch das 1888 erbaute Clubhaus des Jekyll Island Club zählt, wurde am 20. Januar 1972 als Historic District in das National Register of Historic Places aufgenommen. Am 2. Juni 1978 wurde der 0,97 km² große Jekyll Island Historic District zur National Historic Landmark erklärt. John Pierpoint Morgan baute hier 1896 „Sans Souci“ und kam mit seiner Yacht. „Cherokee“ Cottage wurde 1904 von der Familie Shrady gebaut,“Indian Mound” Cottage mit 25 Zimmer wurde 1906 von William Rockefeller errichtet ebenso wie das Goodyear Cottage, beide von Carrère and Hastings ausgeführt. 1917 baute Richard Teller Crane sein Cottage im italienischen Renaissance-Stil.

## Jekyll Island Club
John Eugene DuBignon und sein Schwager Newton Finney hatten die Idee, einen Jagdclub für reiche Nord-Amerikaner zu gründen. DuBignon wickelte den Kauf der Insel ab und Finney fand in New York 23 Personen, die Mitglied in diesem Club werden wollten, darunter z. B. Marshall Field, Henry Hyde, J. P. Morgan, Joseph Pulitzer, William Rockefeller und William Henry Vanderbilt. Finney kaufte die Insel von DuBignons für 125.000 US-Dollar. 1886 erfolgte der erste Spatenstich für den Bau des Clubhauses, das 1888 eröffnet wurde. Inzwischen gehörten 53 Mitglieder dem „Club“ an. Zwischen 1888 und 1928 bauten sich die reichen Industriellen aus dem kalten Norden dann ihre „cottages“, wo sie über den Winter wohnten.
Im November 1910 fand im Clubhaus ein Geheimtreffen zur Planung des Federal Reserve Systems statt, das 1913 weitgehend entsprechend verabschiedet wurde (Federal Reserve Act – dt.: Zentralbankgesetz). Unter falschen Namen und für die Entenjagd angemeldet trafen sich die sechs Hauptakteure zur Beratung über ein Zentralbank-System: US-Senator Nelson W. Aldrich, Abram Andrew (Ass. Bundesminister der Finanzen und Berater in der National Monetary Commission), Henry Pomeroy Davison (Partner im Bankhaus J. P. Morgan), Benjamin Strong (Vize-Präsident der Banker’s Trust Company), Frank A. Vanderlip (Präsident der National City Bank), und Paul Warburg (Partner des Bankhauses Kuhn, Loeb, and Company).
Am 25. Januar 1915 tätigte der Präsident der AT&T-Telefongesellschaft, Theodore Newton Vail, von seinem Haus auf Jekyll Island das erste Ferngespräch, nach San Francisco.
Der Club wurde nach 54 Jahren, im Jahre 1971, aufgelöst. Einige Teile des Clubs wurden durch eine Investment-Firma vom Staat Georgia geleast und restauriert und 1985 als Luxushotel (Jekyll Island Club Hotel) eröffnet.

## Jekyll Island State Park
Der Jekyll Island Club war bis in die 1930er Jahre gut besucht, jedoch änderte sich dieses bald durch die Große Depression. Der Zweite Weltkrieg versetzte ihm dann den Todesstoß. 1942 eröffnete er zwar noch einmal, musste jedoch aus finanziellen Gründen und fehlender Arbeitskräfte vorzeitig schließen. Nach Kriegsende schlug Melvin Thompson, damals Kommissar für Steuereinnahmen, 1946 vor, die Insel als Küstenschutz zu kaufen. Als er 1947 Gouverneur von Georgia wurde, kaufte der Bundesstaat am 7. Oktober 1947 die Insel durch Enteignung für 675.000 US-Dollar. Sie wurde Jekyll Island State Park und 1948–49 vom Bundesstaat verwaltet. Die Unterhaltskosten wurden jedoch bald so groß, dass der Staat 1950 beschloss, eine eigene Jekyll Island Authority (Verwaltungsbehörde) einzurichten, für 99 Jahre. Ihr Verwaltungsrat wird vom Gouverneur ernannt. 1972 wurde der historische Teil der Insel (Häuser im Viktorianischen Stil) in das National Register of Historic Places aufgenommen, und 1978 erhielt er den Status als National Historic Landmark.

## Verkehr
Im Westen der Insel befindet sich ein Damm (causeway), der die Insel über eine asphaltierte Straße mit dem Festland verbindet (Länge ca. 400 Meter).